# توفيق بهراموف

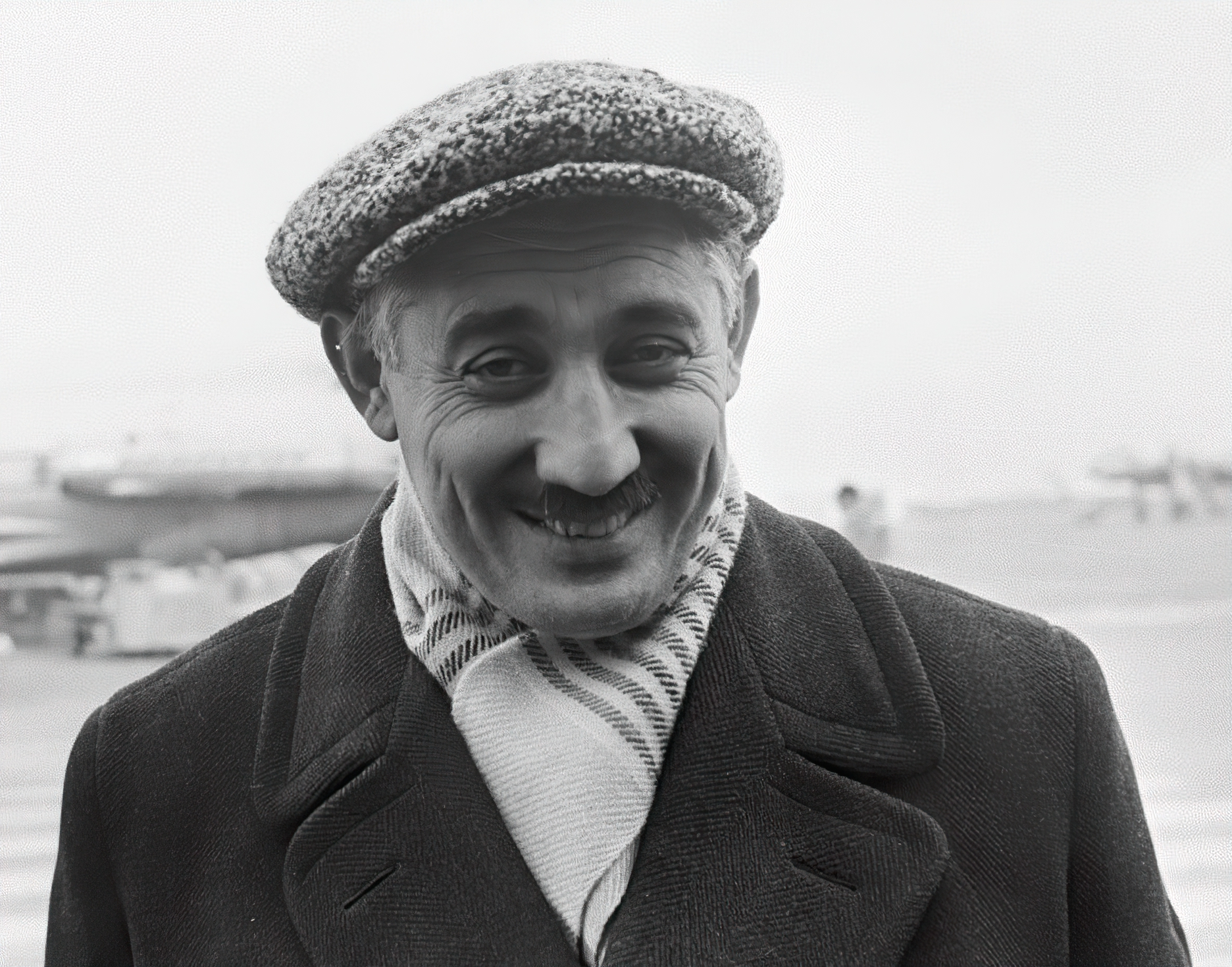

توفيق بهراموف (بالأذرية:Tofiq Bəhramov) ‏(29 نوفمبر 1926 - 12 أكتوبر 1993) حكم أذربيجاني دولي حاصل على لقب الجدارة في جمهورية أذربيجان الاشتراكية السوفييتية في كرة القدم وهو أيضا عضو في اتحاد الصحافيين في أذربيجان، شارك في تحكيم العديد من المباريات الدولية وقد اشتهر كحكم خط في المبارة النهائية لكأس العالم لعام 1966 بين إنكلترا وألمانيا الغربية حينما تعادل المنتخبان بهدفين لكل منها وسدد المهاجم الإنكليزي جيفري هيرست كرة على المرمى الألماني لم يتم التأكد منها هل جازوت الخط، أشار حكم الخط بهراموف لحكم المبارة أن الكرة قد جاوزت خط المرمى ليحتسب هدفا لإنكلترا، أُطلق اسمه بعد وفاته عام 1993 على إستاد لينين في العاصمة الأذربيجانية ليصبح اسمه إستاد توفيق بهراموف.

## روابط خارجية
- توفيق بهراموف على موقع Soccerway.com (الإنجليزية)